# Jan Boer (dichter)
Jan Boer (Rottum, 8 juli 1899 - Groningen, 4 januari 1983) was een Gronings dichter en schrijver.

## Leven en werk
Jan Boer groeide op als zoon van een keuterboer in het nu verdwenen gehucht Delthuizen bij Rottum. Zijn vader was aanvankelijk bakker in het kleine wierdedorp Rottum, maar werd om gezondheidsredenen genoopt te stoppen met zijn bakkerij, enige jaren na Jans geboorte, waarna hij werk vond in de landbouw. 
Een maand na zijn vijftiende verjaardag werd Jan kwekeling aan de Rijkskweekschool in de stad Groningen. Jan Boer was zijn gehele loopbaan werkzaam in het onderwijs. Hij begon als onderwijzer aan de lagere school te Ekamp, werd in 1921 leraar aan de ULO-school in Woldendorp, sinds 1924 onderwijzer aan de Rijksleerschool voor kwekelingen in Groningen en in 1946 directeur van de kweekschool voor onderwijzers in Meppel. In 1949 werd hij benoemd tot inspecteur van het onderwijs in de gemeente Groningen.
Boer schreef zijn eerste gepubliceerde gedicht Jong Wicht op de boerderij in Delthuizen. Het kwam in 1917 in het tijdschrift Groningen van Jacob Tilbusscher te staan. Dit gedicht sloot goed aan bij de dichtstijl van die tijd, waarin de poëzie over het algemeen verhalend en 'licht-verteerbaar' was. Al snel ging hij over op het schrijven van stemmingsgedichten. Toen hij die voor publicatie opstuurde naar de redactie van een tijdschrift, kreeg hij zijn jeugdige lyriek terug met een briefje waarin stond: "Zukswat zeggen goie Grunnegers nait" ("Zoiets zeggen echte Groningers niet"). Boer hield vol en vanaf 1922 werd zijn werk met grote regelmaat opgenomen in het Maandblad "Groningen" van Geert Theis Pzn., waarvan hij van 1947 tot 1949 zelf redacteur was.
De eerste dichtbundel van Jan Boer, Nunerkes, verscheen in 1929 en was geïllustreerd door Jan Altink, lid van De Ploeg. Meer bundels volgden en daarnaast schreef hij verhalen die in het Nieuwsblad van het Noorden verschenen en later gebundeld werden, en een aantal toneelstukken. Hij schreef ook over taalkundige onderwerpen, zoals de verschillen tussen het Nederlands en het Gronings en over de positie van de streektaal ten opzichte van het Standaardnederlands. Hij was vanaf 1956 voorzitter van de Grunneger Schrieverskring. In dat jaar werd hem de Hendrik de Vriesprijs van de stad Groningen toegekend.
Willem de Mérode noemde Boer eens "het zingend hart van Groningen", maar toch is het vooral doordat hij zich begaf op ‘on-Groningse’ literaire terreinen dat deze Rottumer een plaats heeft verdiend in de geschiedenis van de Groninger literatuur. Na een lang ziekbed overleed Jan Boer op 4 januari 1983.
Jan Boer was een actief lid van de Partij van de Arbeid.

## Werken (selectie)
- Nunerkes, dichtbundel (1929)
- Op roege hörn, toneelstuk (1929)
- Groningsche sprookjes, vertellingen (1930)
- Hoozeveling, toneelstuk (1934)
- Vonken van het Verleden, balladen (1937)
- Pinksterblommen, bloemlezing van jonge Groninger dichters (1939)
- Hoes en Hof, dichtbundel (1951)
- Roemte en voart, dichtbundel (1954)
- Streng bloedkralen, dichtbundel in het Drents (1955)
- Waddenlaand, dichtbundel (1956)
- Aargeloze Grunneger humor, moppenbundel (1959)
- Aanzain en wezen van ‘n moudertoal, essay (1961)
- Lutjekes, dichtbundel (1961)
- Onner aigen volk, verhalenbundel (1964)
- Hogelandster verhoalen, verhalenbundel (1968)